# Johann Karl von Sparr (Domherr, 1667)
Johann Karl von Sparr (* 1667; † 20. März 1737) war ein römisch-katholischer Geistlicher und Domherr in Münster.

## Leben
Johann Karl Freiherr von Sparr entstammte als Sohn des Anselm Kasimir von Sparr zu Partenheim und Greiffenberg (fürstlich-münsterischer Generalmajor) und dessen Gemahlin Margaretha Petronella von der Recke dem uckermärkischen Adelsgeschlecht von Sparr. Johanns Großvater Rudolf Sparr von Greiffenberg war Kurkölner Oberstkanzler, erwarb Besitzungen in Westfalen und wurde zum Stammvater der westfälischen Linie seines Hauses. Sein Sohn Nikolaus war Komtur des Deutschen Ordens.
Johann Karl von Sparr studierte in den Jahren 1687 bis 1691 am Collegium Germanicum in Rom. 1691 erhielt er die Dompräbende, die nach dem Tod des Domherrn Johann Ernst von Brabeck frei geworden war. Am 24. September 1701 wurde er zum Priester geweiht und optierte 1709 das Archidiakonat Auf dem Drein. 1712 wurde Sparr zum Domkellnereiassessor ernannt und zwei Jahre später zum Propst von St. Martini in Münster gewählt.